# Стилиану, Андреас
Андреас Стилиану (род. 23 января 1942 года) — кипрский футболист, нападающий. Всю карьеру он провёл в клубе АПОЭЛ.

## АПОЭЛ
Он начал выступать за АПОЭЛ в 21 год. В том году нападающий выиграл Суперкубок Кипра по футболу.В 1965 Стиляну выиграл чемпионат Кипра.
В 1967 году кипрский футболист стал лучшим бомбардиром первенства. В 1971 Стилиану во второй раз стал лучшим снайпером чемпионата. Некоторое время он был капитаном команды. В 1973 его клуб вновь стал чемпионом, но из-за политической напряжённости АПОЭЛ начал выступать в высшей лиге Греции. В следующем сезоне АПОЭЛ возобновил выступления в чемпионате Кипра. В возрасте 36 лет нападающий завершил футбольную карьеру. Он провёл за АПОЭЛ 318 матчей (261) и забил 148 (126) голов.

## Сборная Кипра
В 1963 он был впервые вызван в национальную сборную. 24 апреля Стилиану дебютировал за сборную в матче с ФРГ (0-5). В течение десяти лет нападающий был игроком стартового состава сборной Кипра. В нескольких матчах Андреас выходил на поле с капитанской повязкой. За 12 лет он сыграл за сборную 37 (по другим данным 33) и забил 2 гола (1).

## Достижения
- Чемпион Кипра: 1965, 1973
- Обладатель Кубка Кипра: 1968 , 1969 , 1973 ,1976
- Обладатель Суперкубка Кипра: 1963
- Лучший бомбардир чемпионата Кипра: 1967 , 1971